# 福知山女子高等学校

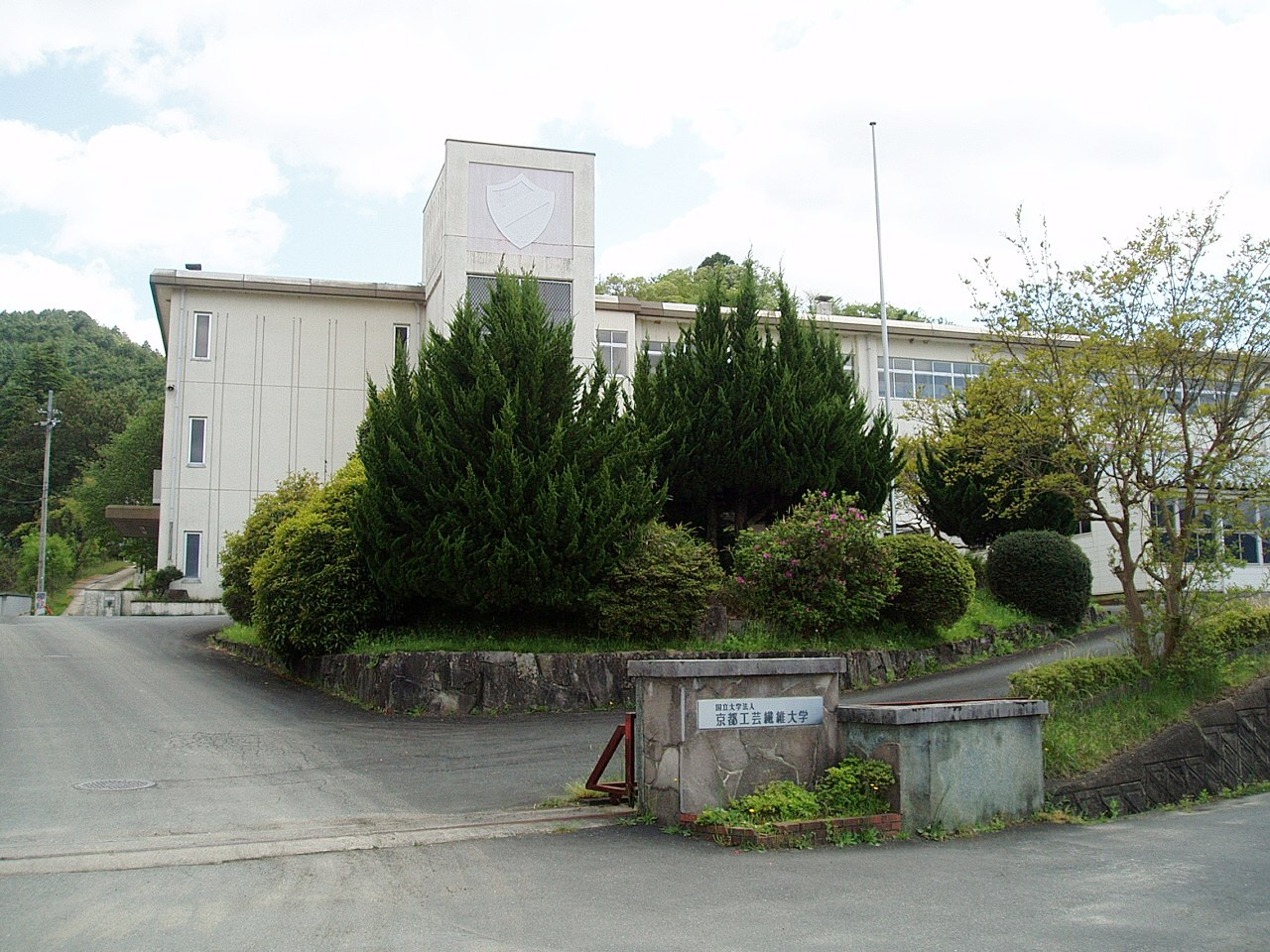
旧校舎（2016年4月）。跡地は京都工芸繊維大学 福知山キャンパスとして整備予定

福知山女子高等学校（ふくちやまじょしこうとうがっこう）とは、京都府福知山市にあった
私立高等学校。通称は「福女」（ふくじょ）。少子化の影響により入学者が定員を大幅に下回っていたことや運営母体の赤字経営を受け、2010年より募集を停止した。また、2011年度より福知山成美高等学校に統合された。

## 沿革
- 1957年（昭和32年） - 福知山商業高等学校（現・福知山成美高校）より分離して設立。
- 2009年（平成21年） - 2010年より新規の募集を停止する事を発表。
- 2010年（平成22年） - 募集を停止。
- 2011年（平成23年） - 福知山成美高等学校に統合により廃校。

## 設置学科
- 自由選択制普通科 未来プロジェクトコース

## 校風
- 2005年度から、2学期制を導入していた。
- 学年ごとの時間割はなく、生徒本人により、時間割を作成していく方式をとっていた。
- 同じ成美学苑が運営している京都創成大学との高大連携授業を行っていた。